# 사회 연결망

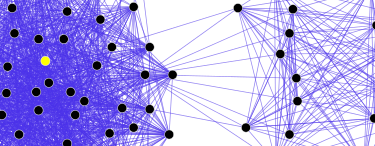
사회 연결망

사회 연결망 또는 소셜 네트워크(social network)는 (개인 또는 조직과 같은) 사회적 행위자 집합, 양자 관계 집합, 그리고 행위자 간의 다른 사회적 상호작용으로 구성된 사회 구조이다. 소셜 네트워크 관점은 이러한 구조에서 관찰된 패턴을 설명하는 다양한 이론뿐만 아니라 전체 사회적 실체의 구조를 분석하는 일련의 방법을 제공한다. 이러한 구조의 연구는 소셜 네트워크 분석을 사용하여 로컬 및 글로벌 패턴을 식별하고, 영향력 있는 실체를 찾으며, 네트워크 역학을 조사한다.
소셜 네트워크와 이들의 분석은 사회심리학, 사회학, 통계학, 그래프 이론에서 나온 본질적으로 학제적인 학문 분야이다. 게오르그 짐멜(Georg Simmel)은 사회학에서 삼원조와 "그룹 관계망"의 역학을 강조하는 초기 구조 이론을 저술했다. 제이콥 모레노(Jacob Moreno)는 1930년대에 대인관계를 연구하기 위한 최초의 사회문자를 개발한 공로를 인정받고 있다. 이러한 접근법은 1950년대에 수학적으로 공식화되었고 1980년대까지 사회 및 행동과학에 사회관계망 이론과 방법이 널리 보급되었다. 소셜 네트워크 분석은 현재 현대 사회학의 주요 패러다임 중 하나이며, 또한 많은 다른 사회과학과 형식과학에도 사용된다. 다른 복잡한 네트워크와 함께, 그것은 네트워크 과학의 초기 분야의 일부를 형성한다.

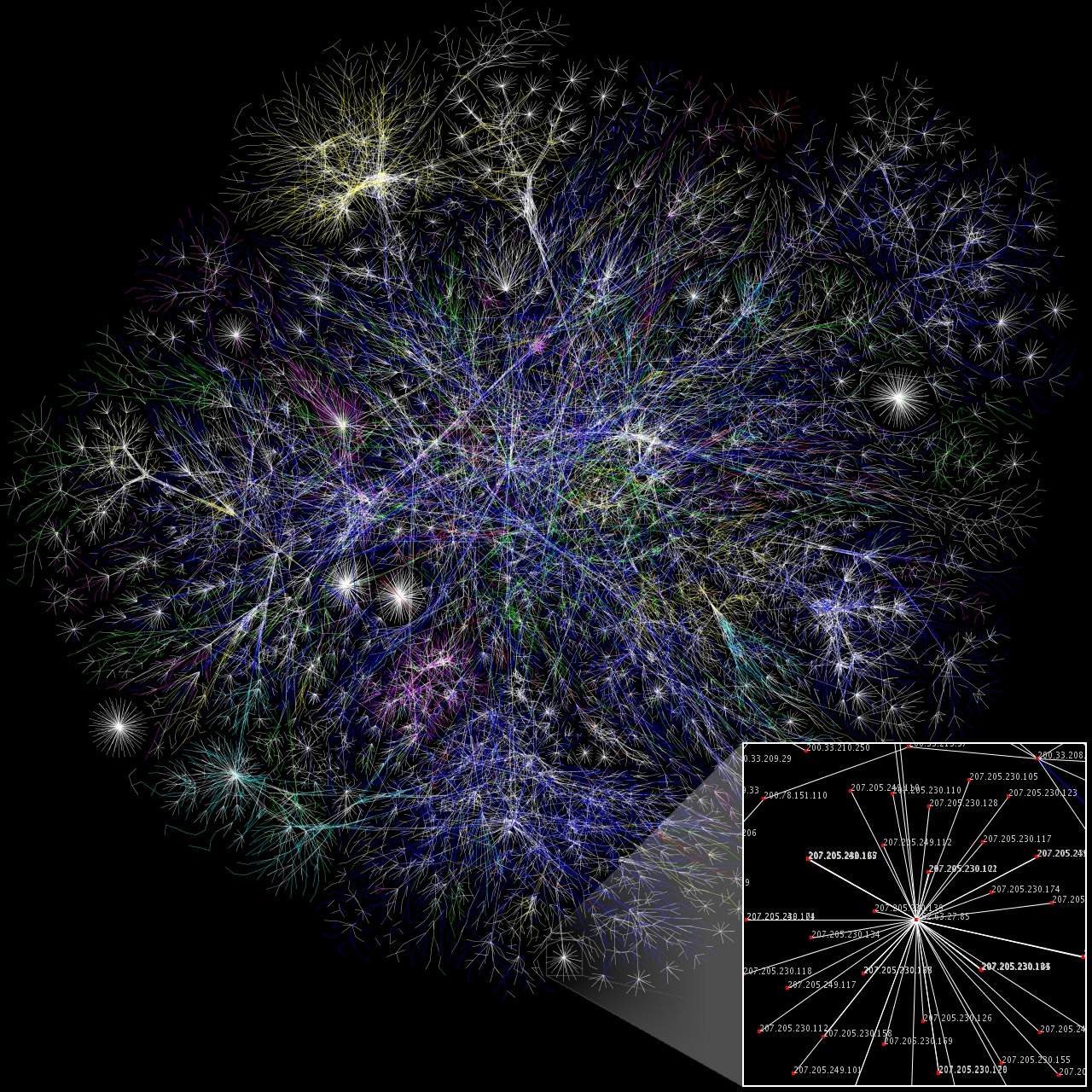
네트워크

## 개요
소셜 네트워크는 개인, 그룹, 조직 또는 전체 사회 사이의 관계를 연구하기 위해 사회 과학에서 유용한 이론 구조이다. 이 용어는 그러한 상호작용에 의해 결정되는 사회 구조를 설명하는 데 사용된다. 주어진 사회적 단위가 연결되는 유대는 그 단위의 다양한 사회적 접촉의 융합을 나타낸다. 이 이론적인 접근은 필연적으로 관계적이다. 사회적 상호작용을 이해하기 위한 사회적 네트워크 접근법의 원칙은 사회적 현상이 이러한 단위 자체의 속성 대신에 단위들 사이의, 그리고 단위들 사이의 관계의 속성을 통해 주로 구상되고 조사되어야 한다는 것이다. 그러므로 소셜 네트워크 이론에 대한 한 가지 일반적인 비판은 개별 기관이 실제로는 그렇지 않을 수 있지만 종종 무시된다는 것이다. 정확히는 단수 또는 조합의 많은 다른 유형의 관계가 이러한 네트워크 구성을 형성하기 때문에 네트워크 분석은 광범위한 연구 기업에 유용하다. 사회과학에서 이러한 연구 분야는 인류학, 생물학, 커뮤니케이션 연구, 경제, 지리학, 정보과학, 조직학, 사회학을 포함하지만 이에 국한되지는 않는다.

## 역사
1890년대 후반, 에밀리 더크하임과 페르디난드 튜니스는 그들의 이론과 사회 집단에 대한 연구에서 소셜 네트워크의 개념을 예견했다. 토니스(Tönnies)는 사회적 집단이 가치와 믿음을 공유하는 개인들 (Gemeinschaft, 독일어, 일반적으로 "커뮤니티") 또는 비인간적, 형식적, 그리고 도구적 사회적 연결 (Gesellschaft, 독일어, 일반적으로 "사회")을 연결하는 개인적이고 직접적인 사회적 유대로서 존재할 수 있다고 주장했다. 더크하임은 사회적 사실에 대한 비개인주의적인 설명을 하면서, 사회적 현상들이 상호작용하는 개인들이 더 이상 개별 행위자들의 속성으로 설명할 수 없는 현실을 구성할 때 발생한다고 주장했다. 20세기의 전환기에 글을 쓴 게오르그 짐멜(Georg Simmel)은 네트워크의 특성과 네트워크 크기가 상호작용에 미치는 영향을 지적하고 그룹보다는 느슨하게 짜여진 네트워크에서 상호작용의 가능성을 조사했다.

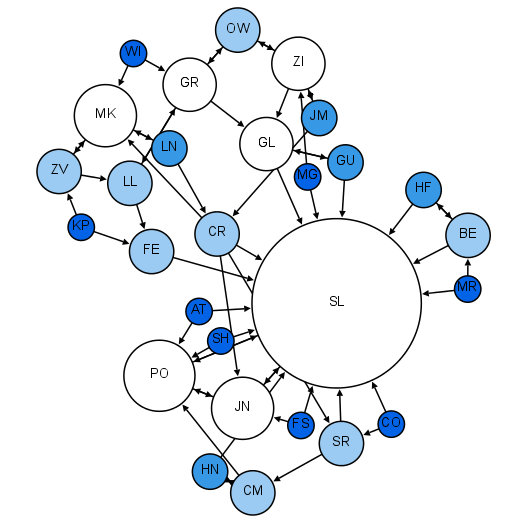
모레노의 2단계 소시오그램

이 분야의 주요 발전은 1930년대에 심리학, 인류학, 수학의 여러 그룹이 독립적으로 연구하면서 볼 수 있다. 심리학에서 1930년대에 제이콥 L. 모레노는 소규모 그룹, 특히 교실과 작업 그룹(소시오메트리 참조)에서 사회적 상호작용을 체계적으로 기록하고 분석하기 시작했다. 인류학에서, 소셜 네트워크 이론의 기초는 브로니스로프 말리노스키, 알프레드 래드클리프-브라운, 클로드 레비-스트라우스의 이론적이고 민족적인 연구이다. 맥스 글루크만과 연관된 사회 인류학자들 그룹과 존 A. 바네스, J. 클라이드 미첼 및 엘리자베스 봇 스필리우스(John A. Barnes, J. Clyde Mitchell, Elizabeth Bott Spillius)를 포함한 맨체스터 스쿨은 종종 남아프리카, 인도 및 영국의 지역사회 네트워크를 조사하면서 네트워크 분석을 수행한 최초의 현장 연구 중 일부를 수행했다고 인정받는다. 동시에, 영국의 인류학자 S. F. Nadel은 후기 네트워크 분석에 영향을 미친 사회 구조 이론을 성문화했다. 사회학에서 탈콧 파슨스(Talcott Parsons)의 초기 (1930년대) 작업은 사회 구조를 이해하는데 관계적인 접근을 하는 발판을 마련했다. 나중에 파슨스의 이론을 바탕으로 사회학자 피터 블라우의 연구는 사회교류 이론에 대한 그의 연구와 사회 단위의 관계 분석을 위한 강력한 추진력을 제공한다.
1970년대까지, 점점 더 많은 학자들이 다른 선로와 전통을 결합하기 위해 노력했다. 한 그룹은 사회학자 해리슨 화이트와 그의 하버드 대학 사회관계학과 학생들로 구성되었다. 당시 하버드대 사회관계학부에서도 독립적으로 활동한 사람은 정치사회와 사회운동의 네트워크에 초점을 맞춘 찰스 틸리와 "6단계 분리" 논문을 개발한 스탠리 밀그램이었다. 마크 그래노베터와 배리 웰맨은 소셜 네트워크 분석을 정교하고 옹호했던 화이트의 전 학생들 중 한 명이다.
1990년대 후반부터, 사회 네트워크 분석은 던컨 J. 와츠, 알버트-라슬로 바라바시, 피터 베어먼, 니콜라스 A와 같은 사회학자, 정치학자, 물리학자들의 연구를 경험했다. 크리스타키스, 제임스 H. 폴러와 다른 이들은 온라인 소셜 네트워크에 관한 새로운 데이터와 대면 네트워크에 관한 "디지털 추적"에 새로운 모델과 방법을 개발하고 적용한다.

## 분석 수준
일반적으로, 소셜 네트워크는 시스템을 구성하는 요소들의 로컬 상호작용에서 전역적으로 일관된 패턴이 나타날 정도로 자체 조직적이고, 드러나있으며 복잡하다. 이러한 패턴은 네트워크 크기가 증가할수록 더욱 뚜렷해진다. 그러나, 예를 들어, 세계의 모든 대인관계에 대한 글로벌 네트워크 분석은 실현 가능하지 않으며 정보를 제공하지 못할 정도로 많은 정보를 포함할 가능성이 있다. 컴퓨팅 능력, 윤리 및 참가자 모집과 지불의 실질적인 한계 또한 소셜 네트워크 분석의 범위를 제한한다. 로컬 시스템의 뉘앙스는 대규모 네트워크 분석에서 상실될 수 있으므로, 정보의 품질은 네트워크 속성을 이해하기 위한 규모보다 더 중요할 수 있다. 따라서, 소셜 네트워크는 연구자의 이론적 질문과 관련된 규모로 분석된다. 분석 수준이 반드시 상호 배타적인 것은 아니지만, 네트워크가 포함될 수 있는 세 가지 일반적인 수준은 마이크로 레벨, 메소 레벨 및 매크로 레벨이다.

### 아주 작은 수준
마이크로 수준에서, 소셜 네트워크 연구는 일반적으로 개인으로 시작하며, 사회적 관계가 추적될 때 눈덩이처럼 불어나거나, 특정한 사회적 맥락에서 소수의 개인으로 시작할 수 있다.
양자 수준: 다이애드는 두 사람 사이의 사회적 관계이다. 다이애드에 대한 네트워크 연구는 관계의 구조(예: 다중성, 힘), 사회적 평등 및 호혜/상호주의을 향한 경향에 집중될 수 있다.
삼차 수준: 다이애드에 한 사람을 더하면 삼합조직을 갖게 된다. 이 수준에서 연구는 균형과 과도성, 사회적 평등과 호혜/상호관계와 같은 요인에 집중될 수 있다. Fritz Heider의 균형 이론에서 삼합회는 사회 역학의 열쇠이다. 경쟁 관계에 있는 삼각관계에서의 불화는 불균형한 삼각관계의 한 예로서, 관계의 변화에 의해 균형잡힌 삼각관계로 바뀔 가능성이 있다. 사회에서의 사회적 우정의 역학은 삼중의 균형에 의해 모델링되어 왔다. 이 연구는 부호 있는 그래프 이론으로 진행된다.
배우 수준: 소셜 네트워크에서 가장 작은 분석 단위는 "배우" 또는 "에고"와 같은 사회적 환경에서 개인이다. 에고 네트워크 분석은 크기, 관계 강도, 밀도, 중심성, 위신 및 고립, 연락 및 브리지와 같은 역할과 같은 네트워크 특성에 초점을 맞춘다. 이러한 분석은 심리학 또는 사회 심리학, 민족적 친족 분석 또는 개인 간의 관계에 대한 다른 계보적 연구 분야에서 가장 일반적으로 사용된다.
부분 집합 수준: 네트워크 연구 문제의 부분 집합 수준은 마이크로 수준에서 시작되지만, 메소 수준의 분석으로 넘어갈 수 있다. 부분집합 수준 연구는 거리와 도달 가능성, 패거리, 응집력 있는 부분군집 또는 기타 그룹의 행동이나 행동에 초점을 맞출 수 있다.

### 메소 수준
일반적으로, 메소 레벨 이론은 마이크로 레벨과 매크로 레벨 사이에 속하는 모집단 크기로 시작한다. 그러나, 메소 레벨은 마이크로 레벨과 매크로 레벨 간의 연결을 밝히도록 특별히 설계된 분석을 참조할 수도 있다. 중저밀도 네트워크는 저밀도이며 대인 마이크로 레벨 네트워크와 구별되는 인과 프로세스를 나타낼 수 있다.
조직: 공식적인 조직은 집단적인 목표를 위해 업무를 분배하는 사회 집단이다. 조직에 대한 네트워크 연구는 공식 또는 비공식 관계 측면에서 조직 내 또는 조직 간 유대 관계에 초점을 맞출 수 있다. 조직 내 네트워크 자체는 여러 수준의 분석을 포함하는 경우가 많으며, 특히 여러 지점, 프랜차이즈 또는 반자치 부서가 있는 대규모 조직에서는 더욱 그러하다. 이러한 경우에, 연구는 종종 두 구조 사이의 상호 작용에 초점을 맞추어 작업 그룹 수준과 조직 수준에서 수행된다. 온라인 네트워크 그룹과의 실험은 그룹에 자율 에이전트를 추가하는 것을 포함하여 다양한 개입을 통해 그룹 수준의 조정을 최적화하는 방법을 문서화했다.
무작위로 분포된 네트워크: 소셜 네트워크의 지수 무작위 그래프 모델은 1980년대에 소셜 네트워크 분석의 최첨단 방법이 되었다. 이 프레임워크는 많은 인간 사회 네트워크에서 일반적으로 관찰되는 일반적인 정도 기반 구조 효과와 상호성과 과도성, 노드 수준, 동종성 및 속성 기반 활동 및 인기 효과 등을 포함하여 많은 인간 사회 네트워크에서 일반적으로 관찰되는 사회 구조적 효과를 나타내는 능력을 가지고 있다. 네트워크 연결 간의 종속성에 대한 명시적 가설에서 파생되었다. 매개변수는 네트워크에서 작은 하위 그래프 구성의 유병률 측면에서 주어지며, 주어진 네트워크가 나타나는 지역 사회 프로세스의 조합을 설명하는 것으로 해석될 수 있다. 주어진 행위자 집합의 네트워크에 대한 이러한 확률 모델은 마이크로 네트워크의 제한적 다이나믹 독립성 가정을 넘어 일반화를 가능하게 하며, 사회 행동의 이론적 구조적 기초에서 모델을 구축할 수 있게 한다.
척도 없는 네트워크: 스케일 프리 네트워크는 적어도 점근적으로 전력 법칙을 따르는 정도 배분을 가진 네트워크이다. 네트워크 이론에서 스케일 프리 네트워크는 사회 집단의 크기 분포를 푸는 정도 분포의 무작위 네트워크이다. 스케일 프리 네트워크의 특정 특성은 그것들을 만드는 데 사용되는 이론과 분석 도구에 따라 다르지만, 일반적으로 스케일 프리 네트워크는 몇 가지 공통적인 특성을 가지고 있다. 스케일 프리 네트워크에서 한 가지 주목할 만한 특징은 평균을 크게 초과하는 도를 가진 꼭지점의 상대적 공통성이다. 최고 수준의 노드는 종종 "허브"라고 불리며, 비록 이것이 사회적 맥락에 크게 의존하지만 네트워크에서 특정한 목적을 제공할 수 있다. 스케일 프리 네트워크의 또 다른 일반적인 특징은 노드 정도가 증가할수록 감소하는 클러스터링 계수 분포이다. 이 분포는 또한 전력법을 따른다. 위에 표시된 네트워크 진화의 바라바시 모델은 비규모 네트워크의 한 예이다.

### 대형 수준
매크로 레벨 분석은 일반적으로 대인관계를 추적하기보다는 대규모 모집단에 대한 경제적 또는 기타 자원 전달 상호작용과 같은 상호작용의 결과를 추적한다.
대규모 네트워크: 대규모 네트워크는 주로 사회 및 행동 과학, 경제학에서 사용되는 "매크로 레벨"과 다소 동의어이다. 원래 이 용어는 컴퓨터 과학에서 광범위하게 사용되었다(대규모 네트워크 매핑 참조).
복잡한 네트워크: 대부분의 대규모 소셜 네트워크는 생물학적 및 기술과 마찬가지로 순수하게 규칙적이지도 않고 순전히 임의적이지도 않은 요소들 사이의 복잡한 연결 패턴(복잡성 과학, 동적 시스템 및 혼돈 이론 참조)과 함께 네트워크 위상의 실질적인 중요하지 않은 특징을 포함한다. 지적인 통신망 그러한 복잡한 네트워크 특징에는 정도 분포의 무거운 꼬리, 높은 군집화 계수, 정점 간의 분류성 또는 분산성, 커뮤니티 구조(확률적 블록 모델 참조) 및 계층 구조가 포함된다. 기관 지향 네트워크의 경우, 이러한 특징에는 상호성, 3중 중요도 프로파일(TSP, 네트워크 모티브 참조) 및 기타 특징도 포함된다. 대조적으로, 격자와 무작위 그래프와 같이 과거에 연구된 네트워크의 많은 수학적 모델들은 이러한 특징들을 보여주지 않는다.

## 이론적 연결

### 수입 이론

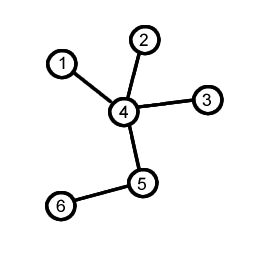
그래프 이론_나무가지

소셜 네트워크 분석을 위해 다양한 이론적 프레임워크를 도입했다. 이 중 가장 두드러진 것은 그래프 이론, 균형 이론, 사회적 비교 이론, 그리고 더 최근에는 사회적 정체성 접근이다.

### 토착 이론
소셜 네트워크 분석에서 나온 완전한 이론은 거의 없다. 두 가지는 구조적인 역할 이론과 이질론이다.
이질적 이론의 기초는 한 연구에서 부족들이 많은 공통적인 특징들을 공유할 뿐만 아니라 더 많은 동질적 의견을 가지는 경향이 있기 때문에 정보와 혁신을 추구하는데 더 많은 약한 유대 관계가 중요할 수 있다는 발견이었다. 이러한 동종교적인 경향은 애당초 패거리들이 함께 끌어당기는 이유였다. 하지만, 비슷하게, 이 집단의 각 구성원들은 다른 구성원들이 알고 있는 것을 어느 정도 알고 있을 것이다. 새로운 정보나 통찰력을 찾기 위해서, 이 집단의 구성원들은 다른 친구들과 지인들에게 그 집단 너머를 보아야 할 것이다. 이것이 그라노베터가 "약한 유대관계의 힘"이라고 부른 것이다.

## 구조용 구멍
네트워크의 맥락에서, 사회 자본은 네트워크 내의 위치 때문에 사람들이 이득을 보는 곳에 존재한다. 네트워크의 연락처는 네트워크의 중앙 플레이어에게 유용할 수 있는 정보, 기회 및 관점을 제공한다. 대부분의 사회 구조는 강한 연결고리의 밀집된 군집으로 특징지어지는 경향이 있다. 이러한 클러스터 내의 정보는 동질적이고 중복되는 경향이 있다. 비중복 정보는 대부분 서로 다른 군집의 접점을 통해 얻을 수 있다. 두 개의 분리된 군집이 비중복적인 정보를 가지고 있을 때, 그 군집 사이에 구조적인 구멍이 있다고 한다. 그러므로 구조적 구멍을 연결하는 네트워크는 중복되지 않고 어느 정도 부가적인 네트워크 편익을 제공할 것이다. 이상적인 네트워크 구조는 덩굴과 군집 구조를 가지고 있어 다양한 클러스터와 구조적인 구멍에 접근할 수 있다.
구조적 구멍이 풍부한 네트워크는 정보 이익을 제공한다는 점에서 일종의 사회자본이다. 구조적 구멍을 연결하는 네트워크의 주체는 다양한 소스와 클러스터의 정보에 접근할 수 있다. 예를 들어, 비즈니스 네트워크에서, 이것은 개인의 네트워크가 서로 다른 산업/분야의 광범위한 접촉에 걸쳐 있는 경우 구직과 기회를 들을 가능성이 더 높기 때문에 개인의 경력에 이롭다. 이 개념은 마크 그래노베터의 약한 유대관계 이론과 유사하며, 넓은 범위의 접촉을 갖는 것이 직업 성취에 가장 효과적이라는 근거에 기초한다.

## 연구 군집합

### 커뮤니케이션
커뮤니케이션 연구는 종종 사회과학과 인문학의 한 부분으로 여겨지는데, 사회학, 심리학, 인류학, 정보과학, 생물학, 정치학, 경제학 뿐만 아니라 수사학, 문학 연구, 기호학 등의 분야에 크게 의존하고 있다. 많은 통신 개념은 한 소스에서 다른 소스로의 정보 전송을 설명하며, 따라서 네트워크 측면에서 생각할 수 있다.

### 커뮤니티
J.A. 반스의 날, 한 "커뮤니티"가 특정한 지리적 위치와 공동체 관계에 대한 연구를 언급했고, 누가 누구와 이야기를 나누고, 관계를 맺고, 거래하고, 교회에 다녔는지에 대한 연구를 했다. 그러나 오늘날에는 통신 장치와 소셜 네트워크 서비스를 통해 개발된 확장된 "온라인" 커뮤니티가 있다. 이러한 장치와 서비스는 광범위하고 지속적인 유지보수 및 분석이 필요하며, 종종 네트워크 과학 방법을 사용한다. 오늘날 지역사회 개발 연구도 이러한 방법을 광범위하게 활용하고 있다.

### 복합 네트워크
복잡한 네트워크는 동적 네트워크 분석 기법을 포함하여 사회적 복잡성과 복잡한 적응 시스템을 모델링하고 해석하는 특정한 방법이 필요하다. 이중 위상 진화와 같은 메커니즘은 연결성의 시간적 변화가 소셜 네트워크의 구조 형성에 어떻게 기여하는지를 설명한다.

### 범죄 네트워크
범죄학과 도시 사회학에서, 범죄 행위자들 사이의 소셜 네트워크에 많은 관심이 집중되어 왔다. 예를 들어, 살인은 갱들 간의 일련의 교환으로 볼 수 있다. 살인은 단일 출처에서 외부로 확산되는 것으로 볼 수 있는데, 왜냐하면 약한 갱단들은 보복으로 더 강한 갱단 구성원을 죽일 여유가 없지만, 그들의 힘을 위해 그들의 명성을 유지하기 위해 다른 폭력 행위를 저지르지 않으면 안 되기 때문이다.

### 혁신 확산
아이디어와 혁신 연구의 확산은 한 행위자에서 다른 행위자로 또는 다른 문화로 아이디어를 전파하고 사용하는 것에 초점을 맞춘다. 이 연구 라인은 왜 어떤 사람들이 아이디어와 혁신의 "얼리어답터"가 되는지 설명하고, 소셜 네트워크 구조를 혁신의 확산을 촉진하거나 저해하는 것과 연결시키려 한다.

### 인구통계학
인구통계학에서, 소셜 네트워크에 대한 연구는 열거하기 어려운 모집단을 추정하고 도달하기 위한 새로운 샘플링 방법(예: 노숙자 또는 정맥주사 약물 사용자)으로 이어졌다. 예를 들어, 응답자 주도 표본 추출은 추가 응답자를 추천하는 설문 조사에 응답자에게 의존하는 네트워크 기반 표본 추출 기법이다.

### 경제사회학
사회학 분야는 거의 전적으로 사회적 상호작용의 결과물 네트워크에 초점을 맞춘다. 더 좁게는, 경제 사회학은 사회 자본과 사회 "시장"을 통한 개인과 집단의 행동적 상호작용을 고려한다. 마크 그래노베터와 같은 사회학자들은 정치, 경제 및 기타 기관에 대한 분석에서 자주 반복되는 사회 구조, 정보, 처벌 또는 보상 능력, 신뢰의 상호작용에 대한 핵심 원칙을 개발했다. 그래노베터는 사회구조와 사회연결망이 고용, 가격, 생산성 및 혁신과 같은 경제적 결과에 어떻게 영향을 미칠 수 있는지 조사하고 사회구조와 네트워크가 경제에 미치는 영향을 분석하는 사회학자들의 기여를 설명한다.

### 의료
소셜 네트워크의 분석은 역학 연구 뿐만 아니라 환자 커뮤니케이션 및 교육 모델, 질병 예방, 정신 건강 진단 및 치료, 의료 조직 및 시스템 연구에 점점 더 많이 통합되고 있다.

### 인간생태학
인간 생태학은 인간과 자연, 사회, 그리고 건축 환경 사이의 관계에 대한 학문 간 및 학문 간 융합적 연구이다. 인간 생태학의 과학철학은 지리, 사회학, 심리학, 인류학, 동물학, 그리고 자연 생태학과의 연관성과 함께 확산된 역사를 가지고 있다.

### 언어와 언어학
언어와 언어학, 특히 진화 언어학의 연구는 언어적 형태의 개발과 사회적 상호작용의 네트워크를 통해 한 언어 시스템에서 다른 언어 시스템으로의 변화, 소리 또는 단어의 전달에 초점을 맞춘다. 사람들의 집단이 그들의 레퍼토리에 언어를 추가하거나 포기하기 때문에 소셜 네트워크 또한 언어 이동에서 중요하다.

### 문학 네트워크
문학 시스템의 연구에서, 네트워크 분석은 문학이 어떻게 기능하는지에 대한 다양한 측면을 연구하기 위해 Anheier, Gerhards와 Romo, De Noy, Senekal에 의해 적용되었다. 이븐조하르의 저술 이후부터 존재해온 다원체 이론은 네트워크 이론과 통합될 수 있고 작가, 평론가, 출판사, 문학사 등 문학 네트워크의 다른 행위자들 사이의 관계도 SNA의 시각화를 사용하여 매핑될 수 있다는 것이 기본 전제이다.

### 조직학
공식적인 또는 비공식적인 조직 관계, 조직 커뮤니케이션, 경제, 경제 사회학 및 기타 자원 전달에 대한 연구. 소셜 네트워크는 또한 조직이 서로 어떻게 상호 작용하는지를 조사하기 위해 사용되어 임원을 서로 연결하는 많은 비공식적 연결 뿐만 아니라 서로 다른 조직에서 개별 직원 간의 연결과 연결을 특징짓고 있다. 많은 조직 소셜 네트워크 연구는 팀에 집중한다. 예를 들어, 팀 네트워크 연구 내에서, 연구는 중심성 및 전력의 예측 변수와 결과, 팀 계측 및 표현 관계의 밀도 및 중앙 집중화, 팀 간 네트워크의 역할 등을 평가한다. 조직 내 네트워크는 조직 약속, 조직 식별, 대인 관계 시민권 행동에 영향을 미치는 것으로 밝혀졌다.

### 사회 자본
사회적 자본은 사회적 네트워크가 중심이 되고, 거래는 상호주의, 신뢰, 협력으로 특징지어지며, 시장 대리인은 주로 그들 자신을 위한 것이 아니라 공동의 이익을 위해 상품과 서비스를 생산한다. 사회적 자본은 구조적, 관계적, 인지적 차원의 3가지 차원으로 나뉜다. 구조적 차원은 파트너가 서로 어떻게 상호 작용하는지와 소셜 네트워크에서 어떤 특정 파트너를 만나는지를 설명한다. 또한 사회자본의 구조적 차원은 조직 간의 유대의 수준을 나타낸다. 이 차원은 파트너들 간의 채권의 신뢰도, 규범, 기대 및 식별을 가리키는 관계적 차원과 밀접하게 연결되어 있다. 관계적 차원은 조직 네트워크에 따른 신뢰 수준에 의해 주로 설명되는 이러한 관계의 성격을 설명한다. 인지적 차원은 조직이 유대관계와 상호작용의 결과로 공통의 목표와 목표를 공유하는 정도를 분석한다.
사회적 자본은 사회적 관계의 가치와 긍정적인 결과를 얻기 위한 협력과 자신감의 역할에 대한 사회학적 개념이다. 이 용어는 사회적 유대 관계에서 얻을 수 있는 가치를 가리킨다. 예를 들어 새로 입국한 이민자는 기존 이주자들과의 사회적 유대관계를 이용하여 일자리를 구하는데 어려움을 겪을 수 있다(예: 현지 언어에 익숙하지 않기 때문에). 사회 자본과 사회 네트워크 사용의 강도 사이에는 긍정적인 관계가 존재한다. 동적 프레임워크에서 네트워크의 더 높은 활동은 더 많은 활동을 장려하는 더 높은 사회 자본으로 공급된다.

### 광고
이 클러스터는 고객의 참여가 영업 및 브랜드 이미지에 미치는 영향을 고려하여 브랜드 이미지 및 홍보 전략 효과를 중점적으로 다룬다. 이것은 데이터 마이닝과 분석과 같은 수학적 연구 영역에 의존하는 감정 분석과 같은 기술을 통해 측정된다. 이 연구 분야는 방대한 수의 상업적 응용 분야를 생산하는데, 이 연구의 주요 목표는 소비자의 행동을 이해하고 판매를 촉진하는 것이다.

### 네트워크 위치 및 이점
많은 조직에서 구성원들은 자신의 그룹 내에서 자신의 활동에 집중하는 경향이 있는데, 이것은 창의성을 억압하고 기회를 제한한다. 네트워크가 구조적 구멍을 연결하는 플레이어는 보람 있는 기회를 탐지하고 개발하는데 유리하다. 이러한 플레이어는 두 클러스터 간에 접촉하지 않았을 정보의 "브로커" 역할을 함으로써 새로운 아이디어, 의견 및 기회에 대한 접근을 제공함으로써 사회적 자본을 동원할 수 있다. 영국의 철학자이자 정치 경제학자인 존 스튜어트 밀은 "인간들을 자신과 다른 사람들과 접촉시키는 것의 가치를 과대평가하는 것은 거의 불가능하다"고 쓰고 있다. 그러한 의사소통은 발전의 주요 원천 중 하나이다." 그러므로, 구조적 구멍이 풍부한 네트워크를 가진 플레이어는 새로운 아이디어와 기회를 통해 조직에 가치를 더할 수 있다. 이것은 차례로 개인의 경력 개발과 발전에 도움이 된다.
사회 자본 브로커는 또한 연락처 간의 정보 흐름을 촉진하는 역할을 하는 관리상의 이점을 누릴 수 있다. 컨설팅 회사인 Eden McCallum의 경우, 창업자들은 이전의 3대 컨설팅 회사 및 중간 규모 산업 회사와의 연계를 통해 경력을 발전시킬 수 있었다. 구조적 구멍을 메우고 사회적 자본을 동원함으로써, 참가자들은 접촉 사이의 새로운 기회를 실행함으로써 그들의 경력을 발전시킬 수 있다.
정보 중개의 이점을 입증하고 반박하는 연구가 있어 왔다. Zixing Xiao의 중국 첨단 기술 기업에 대한 연구는 구조적 구멍의 통제 이익이 "우세한 기업 전체의 협력 정신에 반하고 정보 이익은 그러한 기관들의 공동 공유 가치 때문에 실현될 수 없다"는 것을 발견했다. 그러나 이 연구는 공동 공유 가치가 강한 경향이 있는 중국 기업만을 분석했다. 구조적 구멍의 정보 및 통제 이익은 전사적 차원에서 그다지 포괄적이고 협력적이지 않은 기업에서는 여전히 가치가 있다. 2004년에 로널드 버트는 미국 최대의 전자회사 중 한 곳의 공급망을 운영하는 673명의 매니저들을 연구했다. 그는 종종 다른 그룹과 문제를 논의하는 매니저들이 더 나은 보수를 받고, 더 긍정적인 직업 평가를 받았고, 승진할 가능성이 더 높다는 것을 발견했다. 따라서, 구조적 구멍을 메우는 것은 조직에 도움이 될 수 있고, 나아가 개인의 경력에 도움이 될 수 있다.

### 소셜 미디어
주요 주제: 소셜 미디어
소셜 네트워킹 소프트웨어와 결합된 컴퓨터 네트워크는 사회적 상호 작용을 위한 새로운 매체를 생산한다. 컴퓨터화 된 소셜 네트워킹 서비스에 대한 관계는 상황, 방향, 그리고 강점으로 특징지어질 수 있다. 관계 내용은 교환되는 리소스를 참조한다. 컴퓨터 매개 커뮤니케이션 환경에서, 사회적 쌍들은 감정적인 지원이나 만남을 주선하는 것뿐만 아니라 데이터 파일이나 컴퓨터 프로그램을 보내는 것을 포함한 다른 종류의 정보를 교환한다. 전자 상거래의 출현과 함께, 교환되는 정보는 또한 "실제" 세계에서 통화, 상품 또는 서비스의 교환에 해당될 수 있다. 소셜 네트워크 분석 방법은 이러한 유형의 컴퓨터 매개 통신을 검사하는 데 필수적이 되었다.
또한 소셜 미디어의 순수한 크기와 변덕스러운 특성은 새로운 네트워크 측정 기준을 만들어냈다. 소셜 미디어에서 추출한 네트워크와 관련된 주요 우려 사항은 누락된 데이터가 주어진 네트워크 메트릭스의 견고성이 부족하다는 것이다.

## 같이 보기
- 복잡계 네트워크(Complex network)
- 사회 연결망 분석(social network analysis)
- 소셜 네트워크 서비스
- 학문
  - 도시사회학
  - 사회과학
  - 사회학
  - 문화인류학

## 참고 문헌
1. ↑  Bidney, David (1958년 12월). “: Community and Society: Gemeinschaft und Gesellschaft . Ferdinand Tonnies, Charles P. Loomis.”. 《American Anthropologist》 60 (6): 1211–1211. doi:10.1525/aa.1958.60.6.02a00250. ISSN 0002-7294.
2. ↑  “소시오메트리”. 2020년 12월 19일에 확인함.
3. ↑  Barabási, Albert-László (2003). Linked: how everything is connected to everything else and what it means for business, science, and everyday life. New York: Plum.
4. ↑  이명진 (2008). “복잡계와 네트워크 사회의 변화”. 《정보통신정책연구원》.
5. ↑  Kilduff, M.; Tsai, W. (2003). Social networks and organisations. Sage Publications.
6. ↑  배순한; 서재교; 백승익 (2010년 6월). “Exploring Centralities of An Online Community”. 《The Knowledge Management Society of Korea》 11 (2): 17–35. doi:10.15813/kmr.2010.11.2.002. ISSN 1229-9553.
7. ↑  이상현 (2011). “네트워크 분석을 통한 도시공간구조의 범죄예방성능 평가”. 《대학건축학회논문집》 (대한건축학회).
8. ↑  Granovetter, Mark (2005년 2월 1일). “The Impact of Social Structure on Economic Outcomes”. 《Journal of Economic Perspectives》 19 (1): 33–50. doi:10.1257/0895330053147958. ISSN 0895-3309.
9. ↑  “유전자 소셜네트워크로 암유전자 찾아낸다”. 2020년 12월 19일에 확인함.
10. 1 2  김용학 (2010). 《사회 연결망 이론》. 박영사.
11. ↑  “Social Network Analysis: An Introduction by Orgnet,LLC”. 2020년 12월 19일에 확인함.
12. ↑  “외식·식품업계, 소비자 참여형 활동으로 브랜드 가치 전한다”. 2020년 9월 22일. 2020년 12월 19일에 확인함.
13. ↑  백봉삼 (2020). “소셜 데이터 분석, 이제 숨은 감정까지 찾아낸다”. 《ZDNet Korea》.
14. ↑  Gardner, Heidi; Eccles, Robert (2011). "Eden McCallum: A Network Based Consulting Firm". Harvard Business School Review.
15. ↑  “컴퓨터네트워크”. 2020년 12월 21일에 확인함.